# Amr Moussa
Amr Moussa (àrab: عمرو موسى, ʿAmr Mūsà) (el Caire, 3 d'octubre de 1936) és un polític egipci, Secretari General de la Lliga Àrab des de 2001 fins al 2011.
Llicenciat en dret per la Universitat del Caire. Funcionari del Ministeri d'Afers Estrangers d'Egipte des de 1958, el 1967 va ser destinat com a ambaixador del seu país a l'Índia i el 1990 a les Nacions Unides.
Entre 1991 i 2001 va ser Ministre d'Assumptes Exteriors en el període de la firma dels Acords d'Oslo (1993) que van tractar de posar fi a una part del conflicte àrab-israelià i van permetre la creació de l'Autoritat Nacional Palestina. Durant el seu ministeri va tractar d'apropar les posicions d'Egipte amb Síria i Jordània. Va ser elegit el 2001 com a Secretari General de la Lliga Àrab amb el suport de tots els països integrants d'aquesta.
La seva consideració com a polític molt popular, ha fet afirmar a alguns observadors que el president Hosni Mubarak, en proposar-lo com a Secretari General de la Lliga, tractava d'apartar-lo de la política interna egípcia.